# Maximilian von Herff
Maximilian von Herff (ur. 17 kwietnia 1893 w Hanowerze, zm. 6 września 1945) – generał SS w czasie II wojny światowej. 
W czasie I wojny światowej służył w Armii Cesarstwa Niemieckiego, odznaczony został Krzyżem Żelaznym I i II klasy. W czasie II wojny światowej służył w północnej Afryce. Za zasługi został odznaczony Krzyżem Rycerskim Żelaznego Krzyża w 1941 roku. 1 kwietnia 1942 roku wstąpił do NSDAP (numer legitymacji 8 858 661) oraz SS (numer 405 894). Brał udział w tłumieniu powstania w getcie warszawskim. 20 kwietnia 1944 awansowany został do stopnia SS-Obergruppenführer und General Waffen-SS.
Po wojnie jako jeniec wojenny zmarł w szpitalu jenieckim w Anglii, a następnie został pochowany na niemieckim cmentarzu wojskowym w Cannock Chase.

## Odznaczenia
- Krzyż Rycerski Krzyża Żelaznego
- Krzyż Żelazny I klasy[2] z ponownym nadaniem w 1939
- Krzyż Żelazny II klasy[2] z ponownym nadaniem w 1939
- Medal Pamiątkowy 1 października 1938
- Kawaler Orderu Hohenzollernów z mieczami na wstędze wojennej[2]
- Srebrna Odznaka za Rany[2]
- Medal Waleczności (Hesja)[2]
- Medal Wojownika z Żelaza (Hesja)[2]
- Krzyż za Wierną Służbę (Schaumburg-Lippe)[2]
- Srebrny Medal za Męstwo Wojskowe (Włochy